# Elias Kristoffersen Hagen
Elias Kristoffersen Hagen (Oslo, 2000. január 20. –) norvég korosztályos válogatott labdarúgó, a Vålerenga középpályása.

## Pályafutása

### Klubcsapatokban
Elias Kristoffersen Hagen Osloban született. Az ifjúsági pályafutását a helyi Veitvetnél kezdte, majd a Kjelsås és a Lillestrøm csapataiban folytatta.
2018-ban debütált a Grorud felnőtt csapatában. Először a 2018. április 15-ei, Hønefoss elleni mérkőzésen lépett pályára, ahol egyből 2 gólt is rúgott. 2020-ban hároméves szerződést írt alá a norvég első osztályban szereplő Bodø/Glimttel. 2023. január 8-án a svéd első osztályban érdekelt Göteborghoz igazolt. 2023. augusztus 1-jén visszatért Norvégiába és a Vålerengánál folytatta a pályafutását.

### A válogatottban
Hagen az U18-as, az U19-es és az U21-es korosztályú válogatottakban is képviselte Norvégiát.

## Statisztikák
2023. július 23. szerint
| Klub       | Szezon   | Osztály     | Bajnokság | Bajnokság | Kupa  | Kupa | Nemzetközi | Nemzetközi | Összesen | Összesen |
| Klub       | Szezon   | Osztály     | Meccs     | Gól       | Meccs | Gól  | Meccs      | Gól        | Meccs    | Gól      |
| ---------- | -------- | ----------- | --------- | --------- | ----- | ---- | ---------- | ---------- | -------- | -------- |
| Grorud     | 2018     | divisjon 2. | 24        | 6         | 2     | 0    | —          | —          | 26       | 6        |
| Grorud     | 2019     | divisjon 2. | 21        | 2         | 1     | 1    | —          | —          | 22       | 3        |
| Grorud     | 2020     | OBOS-ligaen | 12        | 0         | 0     | 0    | —          | —          | 12       | 0        |
| Grorud     | Összesen | Összesen    | 57        | 8         | 3     | 1    | —\|        | —\|        | 60       | 9        |
| Bodø/Glimt | 2020     | Eliteserien | 8         | 0         | 0     | 0    | —          | —          | 8        | 0        |
| Bodø/Glimt | 2021     | Eliteserien | 17        | 0         | 2     | 1    | 8          | 1          | 27       | 2        |
| Bodø/Glimt | 2022     | Eliteserien | 22        | 0         | 5     | 3    | 15         | 0          | 42       | 3        |
| Bodø/Glimt | Összesen | Összesen    | 47        | 0         | 7     | 4    | 23         | 1          | 77       | 5        |
| Göteborg   | 2023     | Allsvenskan | 15        | 1         | 3     | 1    | —          | —          | 18       | 2        |
| Összesen   | Összesen | Összesen    | 119       | 9         | 13    | 6    | 23         | 1          | 155      | 16       |

## Sikerei, díjai
Bodø/Glimt
- Eliteserien
  - Bajnok (2): 2020, 2021
  - Ezüstérmes (1): 2022